# شفلنتس
شفلنتس (به آلمانی: Schefflenz) یک شهر در آلمان است که در نکار-ادنوالد واقع شده‌است. شفلنتس ۳٬۹۷۸ نفر جمعیت دارد.